# Ladj Ly
Pour les articles homonymes, voir Ly.
Ladj Ly (/ladʒ li/), né le 3 janvier 1978 à Paris, est un réalisateur, scénariste et producteur français. Il est connu pour avoir réalisé Les Misérables, sorti en 2019.

## Biographie
De parents d'origine malienne d'ethnie peul (père éboueur, 13 enfants), Ladj Ly grandit à Montfermeil dans le quartier des Bosquets. Passionné de vidéo, il tourne ses premiers films dans son quartier avec ses amis Kim Chapiron, Romain Gavras, Toumani Sangaré, fondateurs du collectif Kourtrajmé.
Il réalise ses premières vidéos, notamment pour Oxmo Puccino, et ses premiers documentaires, 365 Jours à Clichy-Montfermeil, tourné après des émeutes de 2005 dans les banlieues françaises, Go Fast Connexion, 365 jours au Mali. Il filme également des cop watchs lors d'arrestations violentes.
En 2009, Ladj Ly est impliqué dans une affaire d'enlèvement et de séquestration, ce qui lui vaut en mars 2011 une condamnation à trois ans de prison, peine réduite en appel à trois ans de prison dont un avec sursis. Il est aussi condamné en 2011 et 2012 pour outrage à agent public et des violences contre l'homme politique Xavier Lemoine.
Les violences policières filmées inspirent à Ladj Ly le court-métrage Les Misérables : un policier de la BAC de Montfermeil dont la première intervention dérape, sous l’œil d’une caméra. Le film reçoit de nombreuses récompenses notamment au festival international du court métrage de Clermont-Ferrand et une nomination au César du meilleur court métrage en 2018. Toujours en 2018, il est nommé pour le César du meilleur documentaire avec À voix haute : La Force de la parole, co-réalisé avec Stéphane de Freitas, et qui traite du concours d'éloquence Eloquentia,,.
En 2018, Ladj Ly crée à Montfermeil une école gratuite des métiers du cinéma au sein des Ateliers Médicis, l'école Kourtrajmé.
La même année, il tourne son premier long métrage, Les Misérables. Il s'agit d'une adaptation de son court-métrage du même titre. Ly réalise ce film en réaction à une bavure policière sur un jeune homme noir à Montfermeil en Seine-Saint-Denis, le 14 octobre 2008, qu'il avait alors filmée. Le film, sélectionné au festival de Cannes 2019 en compétition officielle et récompensé par le prix du jury, fait un état des lieux des banlieues vingt-cinq ans après La Haine de Mathieu Kassovitz.
L’œuvre reçoit un accueil favorable lors de la projection officielle. En décembre 2019, le film franchit 1,4 million d'entrées en salles et figure parmi les dix demi-finalistes de l'Oscar du meilleur film international, quand éclate une polémique sur le passé du réalisateur, qui aurait pu menacer ses chances de figurer dans la sélection finale des Oscars,. L'Oscar revient finalement à Parasite du sud-coréen Bong Joon-ho.
En 2022, il est membre du jury au festival de Cannes sous la présidence de son compatriote Vincent Lindon. Il commence également le tournage de son second long métrage, Bâtiment 5 (initialement titré Les Indésirables, en clin d'oeil à son premier film). Il est présenté en avant-première au festival international du film de Toronto 2023.

## Affaires judiciaires

### Amendes en 2009 et 2012
La veille de sa condamnation, le 1er mars 2011, il est condamné à 400 € d’amende pour des « commentaires outrageants » à l’encontre de policiers dont il avait filmé une intervention violente, avant de mettre en ligne ces images,.
En 2012, Ladj Ly est également condamné à 90 jours-amende à cinq euros pour outrage sur personne dépositaire de l’autorité publique et violence sur personne chargée d'une mission de service public, en l'occurrence le maire UMP de Montfermeil, Xavier Lemoine. L’outrage est consécutif à l’incendie qui avait coûté la vie à une fillette de neuf mois (la petite-cousine de Ly), le 22 novembre 2010, dans le quartier des Bosquets, où réside Ladj Ly. Cet événement l’avait vivement interpellé à propos des conditions de relogement des sinistrés, et il en avait fait grief à l'élu. En 2019, cette animosité passée est révolue.

### Condamnations en 2011 et 2012
Un proche de Ladj Ly, Amad Ly, avec qui il n'a aucun lien de parenté, apprend au Sénégal que sa sœur entretient des relations sexuelles avec le mari de leur cousine,. De retour en France, Amad demande des explications à sa sœur, qui nie cette relation. Dans la nuit du 13 au 14 janvier 2009, il la frappe, lui casse un doigt et lui cause un traumatisme crânien. Avec son frère Mamoudou ainsi que Ladj, le trio retrouve ensuite le compagnon de sa cousine. L'homme est enfermé dans le coffre d'une voiture, amené dans une forêt, frappé et menacé, mais il parvient à s'échapper,.
La victime est retrouvée le lendemain matin par un fermier. Blessé notamment au visage, une incapacité totale de travail de dix jours lui est prescrite. Le 2 mars 2011, les suspects sont jugés. Le parquet requiert quatre ans de prison pour Amad Ly, deux ans pour Mamoudou Ly et un an pour Ladj Ly. Les peines sont plus sévères : Amad étant condamné à cinq ans de prison, alors que Mamadou et Ladj sont condamnés à trois ans de prison ferme. La condamnation de Ladj Ly est confirmée en appel l'année suivante, mais sa peine réduite à deux ans de prison ferme et un an avec sursis,. Il est alors maintenu en détention.
À l'époque, ces procès sont relatés par la presse locale et nationale, avant d'être remis en lumière après le succès public des Misérables par le magazine Causeur. Mais contrairement à ce qu'affirment certains titres de presse, Ladj Ly n'a jamais été condamné pour « tentative de meurtre », mais pour complicité « d’enlèvement » et « séquestration », faits qu'il a toujours niés lors des procès, alors que les charges de tentative d'assassinat et de violences aggravées avaient été abandonnées par l'accusation. Le 19 décembre 2019, Ladj Ly porte plainte pour « diffamation » et « diffamation raciale » contre les magazines Causeur et Valeurs actuelles,. Les deux titres de presse sont relaxés en avril 2022.

### Condamnation en 2024
Dans le cadre d'une enquête pour abus de confiance et détournement de biens sociaux avec blanchiment, une perquisition est effectuée dans les locaux de la Cité des arts visuels, créée par Ladj Ly. Il est placé en garde à vue durant 24 heures et ressort libre le 10 février 2021.
En 2022, il est toujours soupçonné d'avoir détourné environ 300 000 € de l'école de cinéma Kourtrajmé ainsi que son frère Amadou Ly, président de l’association Cité des arts visuels qui gère l'école. Les enquêteurs estiment « qu’environ 285 000 euros auraient été détournés des caisses de l’association qui gère l’école – abondées par des financements publics et privés –, et près de 50 000 euros l’auraient été du compte de la société de production Lyly Films, coproductrice », relate Mediapart.
En 2024, Ladj Ly reconnaît sa culpabilité et s’acquitte d’une amende de 50 000 euros afin d'éviter un procès. Son frère accepte à son tour une peine de six mois de prison avec sursis et 100 000 euros d’amende.

## Filmographie

### Réalisateur

#### Documentaires
- 2007 : 365 jours à Clichy-Montfermeil
- 2014 : 365 jours au Mali, co-réalisé avec Saïd Belktibia[27]
- 2016 : À voix haute : La Force de la parole (version télé[28],[29]), co-réalisé avec Stéphane de Freitas
- 2017 : À voix haute : La Force de la parole (version longue pour le cinéma - 109 min), co-réalisé avec Stéphane de Freitas
- 2017 : Chroniques de Clichy-Montfermeil, co-réalisé avec JR[30]

#### Courts métrages
- 2008 : Go Fast Connexion[31]
- 2017 : Les Misérables

#### Longs métrages
- 2019 : Les Misérables
- 2023 : Bâtiment 5
- 2027 : Dumas-diable noir (Date sujette à modification)

### Scénariste
- 2019 : Les Misérables de lui-même
- 2022 : Athena de Romain Gavras
- 2023 : Le Jeune Imam de Kim Chapiron
- 2023 : Bâtiment 5 de lui-même

### Acteur
- 2006 : Sheitan de Kim Chapiron : Ladj
- 2010 : Notre jour viendra de Romain Gavras : le jeune du tchat vidéo
- 2018 : Le monde est à toi de Romain Gavras : Paoudré
- 2019 : Sakho & Mangane de Jean Luc Herbulot (série télévisée) : Victor

## Publication
- 28 millimètres. Portrait d’une génération, photographies de JR, textes de Ladj Ly, préface de Vincent Cassel, éditions Alternatives, 2006[32]

## Distinctions

### Récompenses
- Festival 2 Valenciennes 2017 : Prix des Étudiants pour À voix haute : La Force de la parole
- Festival international de cinéma d'Almería 2017 : meilleure direction artistique pour Les Misérables
- Art for Peace Festival 2018 : meilleure fiction pour Les Misérables
- Festival international du court métrage de Clermont-Ferrand 2017 : Canal+ Award pour Les Misérables
- Festival de Cannes 2019 : Prix du Jury pour Les Misérables
- Prix Lumières de la presse internationale 2020 : Meilleur film et Meilleur scénario pour Les Misérables
- César 2020 :
  - Meilleur film pour Les Misérables
  - César du public

### Nominations
- César 2018 :
  - Meilleur court métrage pour Les Misérables
  - Meilleur film documentaire pour À voix haute : La Force de la parole
- César 2020 :
  - Meilleure réalisation
  - Meilleur scénario original
  - Meilleur premier film